# (4656) Huchra
(4656) Huchra – planetoida z pasa głównego asteroid okrążająca Słońce w ciągu 4,81 roku w średniej odległości 2,85 j.a. Odkryta 7 listopada 1978 roku. Przed nadaniem nazwy oficjalnej nosiła oznaczenie prowizoryczne 1978 VZ3. Planetoida nosi nazwę pochodzącą od profesora astronomii Johna Huchry.